# Texas (película)
Texas es un western, en clave de comedia, protagonizado por Dean Martin y Alain Delon. 
El tema musical de la película, Texas Across the River, lo compuso Jimmy Van Heusen y Sammy Cahn y fue interpretado por The Kingston Trio.

## Argumento
Un texano, un indio y un noble español fugitivo unen fuerzas para superar a los elementos y hacer frente a los enemigos en el salvaje oeste en la Lousiana de 1845.

## Otros créditos
- Fecha de estreno: 26 de octubre de 1966, (Houston).
- Productora: Universal Pictures.
- Distribuidora: Universal Pictures.
- Color: Technicolor.
- Sonido: Westrex Recording System.
- Sonido: David H. Moriarty y Waldon O. Watson.
- Supervisor musical: Joseph Gershenson.
- Asistente de dirección: Terry Morse Jr..
- Montaje: Gene Milford.
- Dirección artística: William D. DeCinces y Alexander Golitzen.
- Decorados: James Redd y John McCarthy Jr..
- Diseño de vestuario: Helen Colvig, Rosemary Odell y Vincent Dee.
- Maquillaje: Bud Westmore.
- Peluquería: Larry Germain.